# محمد اقبال چودهری
محمد اقبال چودهری (اردو: محمد اقبال چودھری؛ زادهٔ ۱۱ سپتامبر ۱۹۵۹) دانشمند در زمینه شیمی آلی اهل پاکستان است.
وی همچنین برندهٔ جوایزی همچون هلال امتیاز شده‌است.